# Бачу (Клуж)
Бачу (рум. Baciu) — село у повіті Клуж в Румунії. Адміністративний центр комуни Бачу.
Село розташоване на відстані 329 км на північний захід від Бухареста, 5 км на захід від Клуж-Напоки.

## Населення
За даними перепису населення 2002 року у селі проживала 4001 особа.
Національний склад населення села:
| Національність | Кількість осіб | Відсоток |
| -------------- | -------------- | -------- |
| румуни         | 2420           | 60,5%    |
| угорці         | 1146           | 28,6%    |
| цигани         | 428            | 10,7%    |

Рідною мовою назвали:
| Мова      | Кількість осіб | Відсоток |
| --------- | -------------- | -------- |
| румунська | 2612           | 65,3%    |
| угорська  | 1142           | 28,5%    |
| циганська | 243            | 6,1%     |